# Mes couleurs
Mes couleurs (en español: Mis colores) es el segundo álbum de estudio de la cantante de pop francesa Leslie, lanzado el 11 de mayo de 2004. Ella misma escribió las quince canciones del álbum. Mes couleurs debutó en el número 10 en la lista de álbumes franceses (SNEP). El álbum permaneció 66 semanas en la lista de álbumes por Francia. El 13 de octubre de 2005, exactamente un año y cinco meses después de su lanzamiento, el álbum fue certificado doble oro por el SNEP. Sigue el álbum más vendido de Bourgoin hasta la fecha, con ventas de más de 250,000 copias en Francia, desde septiembre de 2010.

## Antes del lanzamiento del álbum
Antes del lanzamiento de este álbum, lanzó su primer álbum titulado Je suis et je resterai, que vendió un total de 130,000 copias en Francia. Después de que su álbum debut la había establecido como una reconocida artista de R&B, decidió hacer su segundo álbum diferente, pero aún haciendo referencia a sus raíces en Je suis et je resterai. En su sencillo Sobri (Nuestro destino), contó con un nuevo productor, Kore &amp; Skalp, para realizar esta canción para su álbum. La canción contó con la participación de un artista franco-marroquí llamado Amine. Con influencias del R&B y el rai, esta canción fue uno de los sencillos más vendidos de Europa en 2004.

## Listado de canciones
Todas las canciones escritas y compuestas por ella misma. 
| Listado de pistas |                                      |          |  |
| N.º               | Título                               | Duración |  |
| 1.                | «Intro»                              | 1:41     |  |
| 2.                | «Sobri (notre destin) (feat. Amine)» | 3:32     |  |
| 3.                | «Et j'attends»                       | 3:38     |  |
| 4.                | «Nos Colères»                        | 4:13     |  |
| 5.                | «Où tu veux aller (feat. Orishas)»   | 3:33     |  |
| 6.                | «Le temps qui passe»                 | 3:31     |  |
| 7.                | «Égoïstes»                           | 3:09     |  |
| 8.                | «Tous ces gens»                      | 3:48     |  |
| 9.                | «Laissez-les respirer»               | 3:42     |  |
| 10.               | «Sans toi»                           | 3:33     |  |
| 11.               | «Dice-dice»                          | 4:01     |  |
| 12.               | «J'accuse (feat. Kery James)»        | 4:14     |  |
| 13.               | «Cher toi»                           | 4:08     |  |
| 14.               | «Évolution»                          | 3:51     |  |
| 15.               | «Vivons pour demain»                 | 3:28     |  |
| 54:24             |                                      |          |  |